# José Agostinho Marques Porto
José Agostinho Marques Porto (8 de enero de 1897 – 12 de febrero de 1934) fue un farmacéutico, militar, espiritista brasileño. Fue uno de los fundadores, el 1 de enero de 1884, de la Federação Espírita Brasileira.
Para la misma fecha de la fundación de la Federación Espírita Brasileña, José Agostinho también ayudó a Francisco Raimundo Ewerton Quadros a fundar la Casa de Ismael, en compañía además de Augusto Elias da Silva, João Francisco da Silva Pinto, Maria Balbina da Conceição Batista, Matilde Elias da Silva, Luiz Mólica, Elvira P. Mólica, Francisco Antonio Xavier, Manoel Estevam de Amorim e Quadri Léo.